# Longuenoë
Longuenoë foi uma comuna francesa na região administrativa da Normandia, no departamento Orne. Estendia-se por uma área de 4,47 km². Em 2010 a comuna tinha 118 habitantes (densidade: 26,4 hab./km²).
Em 1 de janeiro de 2019, passou a formar parte da nova comuna de L'Orée-d'Écouves.